# Mawson Flat
Mawson Flat ist ein trockene Hochebene im ostantarktischen Viktorialand. Sie liegt südlich und östlich des Mount Murray und reicht bis zum Mawson-Gletscher.
Die Südgruppe der von 1962 bis 1963 durchgeführten Kampagne der New Zealand Geological Survey Antarctic Expedition benannte ihn in Anlehnung an die Benennung des benachbarten Gletschers. Dessen Namensgeber ist der australische Polarforscher Douglas Mawson (1882–1958).